# Сандерс (Аризона)
Сандерс (англ. Sanders) — переписна місцевість (CDP) в США, в окрузі Апачі штату Аризона. Населення — 575 осіб (2020).

## Географія
Сандерс розташований за координатами 35°12′34″ пн. ш. 109°19′21″ зх. д. / 35.20944° пн. ш. 109.32250° зх. д. (35.209558, -109.322378). За даними Бюро перепису населення США в 2010 році переписна місцевість мала площу 6,20 км², уся площа — суходіл.

## Демографія
Згідно з переписом 2010 року, у переписній місцевості мешкало 630 осіб у 200 домогосподарствах у складі 151 родини. Густота населення становила 102 особи/км². Було 242 помешкання (39/км²).
Расовий склад населення:
| - 71,4 % — корінних американців - 22,7 % — білих - 0,5 % — азіатів - 0,2 % — вихідців з тихоокеанських островів - 0,2 % — чорних або афроамериканців |

До двох чи більше рас належало 4,3 %. Частка іспаномовних становила 3,8 % від усіх жителів.
За віковим діапазоном населення розподілялося таким чином: 37,1 % — особи молодші 18 років, 55,1 % — особи у віці 18—64 років, 7,8 % — особи у віці 65 років та старші. Медіана віку мешканця становила 26,8 року. На 100 осіб жіночої статі у переписній місцевості припадало 84,8 чоловіків; на 100 жінок у віці від 18 років та старших — 80,0 чоловіків також старших 18 років.
Середній дохід на одне домашнє господарство становив 25 164 долари США (медіана — 21 125), а середній дохід на одну сім'ю — 27 726 доларів (медіана — 25 197). За межею бідності перебувало 46,7 % осіб, у тому числі 58,0 % дітей у віці до 18 років та 12,8 % осіб у віці 65 років та старших.
Цивільне працевлаштоване населення становило 84 особи. Основні галузі зайнятості: освіта, охорона здоров'я та соціальна допомога — 33,3 %, будівництво — 15,5 %, мистецтво, розваги та відпочинок — 10,7 %, роздрібна торгівля — 9,5 %.